# Paul Fitzpatrick Russell

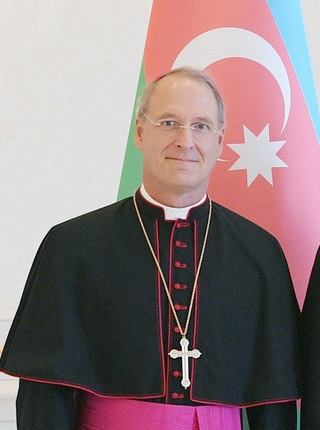
Paul Fitzpatrick Russell (2018)

Paul Fitzpatrick Russell (* 2. Mai 1959 in Greenfield, Massachusetts) ist ein US-amerikanischer römisch-katholischer Geistlicher und Weihbischof in Detroit.

## Leben
Paul Fitzpatrick Russell studierte Theologie und Philosophie am St. John’s Seminary in Boston, Massachusetts, und empfing am 20. Juni 1987 das Sakrament der Priesterweihe für das Erzbistum Boston. Er war fünf Jahre lang Sekretär des Ortsbischofs. Ab 1993 studierte er Kirchenrecht und absolvierte ein kirchenrechtliches Doktoratsstudium an der Päpstlichen Universität Gregoriana in Rom.
Er trat am 1. Juli 1997 in den diplomatischen Dienst des Heiligen Stuhls ein und war unter anderem drei Jahre an der Apostolischen Nuntiatur in Äthiopien tätig. Es folgten Einsätze in der Türkei, der Schweiz und Nigeria. Am 2. Mai 2008 ernannte ihn Papst Benedikt XVI. zum Geschäftsträger (Chargé d’affaires) der Apostolischen Nuntiatur in China mit Sitz in Taiwan sowie zum Leiter dieser diplomatischen Mission in der Volksrepublik China.
Am 19. März 2016 ernannte ihn Papst Franziskus zum Titularerzbischof von Novi und bestellte ihn zum Apostolischen Nuntius in der Türkei und in Turkmenistan. Seine Bischofsweihe erfolgte am 3. Juni 2016 in der Heilig-Kreuz-Kathedrale des Erzbistums Boston in Boston. Hauptkonsekrator war der Erzbischof von Boston, Seán Patrick Kardinal O’Malley; Konsekratoren waren Erzbischof Allen Vigneron und Erzbischof Leo Cushley. Am 7. April 2018 bestellte ihn der Papst Franziskus zusätzlich zum Apostolischen Nuntius in Aserbaidschan.
Paul Fitzpatrick Russell wurde am 2. Februar 2022 als Apostolischer Nuntius in der Türkei durch Marek Solczyński abgelöst sowie später auch als Apostolischer Nuntius in Aserbaidschan und in Turkmenistan.
Am 23. Mai 2022 ernannte ihn Papst Franziskus zum Weihbischof in Detroit unter Beibehaltung des persönlichen Titels eines Erzbischofs. Die Amtseinführung erfolgte am 7. Juli desselben Jahres.
Der Selige Michał Piaszczyński ist ein Cousin seiner Mutter.
Paul Fitzpatrick Russell spricht fließend Französisch, Italienisch, Spanisch und Deutsch.